# Legends of Valhalla - Thor
Legends of Valhalla - Thor (svenska: Hetjur Valhallar - Þór) är en isländsk animerad film från 2011. Det är den första animerade långfilmen som producerats på Island och bygger på myterna om den nordiska asen Tor. Filmen hade världspremiär på Island den 14 oktober 2011.

## Handling
Uppvuxen bland dödliga är den unge Tor teoretiskt sett en garanti för fred i sin by, vars invånare är övertygade om att jättarna aldrig kommer att attackera platsen där en av Odens söner bor. Men jättarna attackerar och fångar Tors vänner, som de tar till Hel, de dödas gudinna. Kvarlämnad är Tor fast besluten att rädda sina vänner. När en magisk hammare, Mjölner, faller från himlen in i hans stuga, kan Tor påbörja sitt uppdrag.

## Rollista

### Isländska röster
- Atli Rafn Sigurðarson
- Þórhallur Sigurðsson
- Egill Ólafsson
- Ágústa Eva Erlendsdóttir
- Katla M. Þorgeirsdóttir
- Ólafur Darri Ólafsson
- Esther T. Casey
- Helga Braga Jónsdóttir
- Örn Árnason
- Þröstur Leó Gunnarsson
- Hilary Kavanagh

### Engelska röster
- Justin Gregg – Thor
- Paul Tylak – Crusher
- Nicola Coughlan – Edda
- Liz Lloyd – Hel
- Alan Stanford – Odinn
- Emmett J Scanlan – Sindri
- J. Drew Lucas – Thrym
- Mary Murray – Freyja
- Lesa Thurman – Mother
- Gary Hetzler – Grandfather
- Hillary Kavanagh – Old Age
- Övriga röster – Keith Alexander, John Broderick, Rod Goodall, Liam Heffernan, Corey Macri, Andrew Mangan, Paul McCloskey, Steve McGrath, Liam O'Brien

## Produktion
Projektet presenterades i slutet av 2004. Filmen är samproducerad av den isländska animationsstudion CAOZ, den irländska studion Magma Films och dess tyska dotterbolag Ulysses. Produktionen är uppdelad mellan Reykjavik (på Island), Bremen och Hamburg (i Tyskland) och Galway (på Irland). Filmens slutgiltiga budget landade på cirka 12 miljoner dollar, vilket gör den till den dyraste isländska filmen som någonsin producerats.